# Canzoni d’autore
Canzoni d’autore — сборник итальянской певицы Мины, выпущенный 21 июля 1996 года на лейблах PDU и EMI. Альбом содержит треки только на итальянском языке, написанные итальянскими авторами. Первоначально альбом был выпущен ограниченным тиражом на компакт-дисках в разных цветах (красный, желтый и синий); ремастированная версия была переиздана в 2001 году.

## Список композиций
1. «Poster» (Клаудио Бальони, Антонио Коджьо) — 4:50
Из альбома Finalmente ho conosciuto il conte Dracula… (1985)
2. «Neve» (Джованни Донцелли, Винченцо Леомпрорро) — 5:22
Из альбома Sorelle Lumière (1992)
3. «Caruso» (Лучо Далла) — 4:13
Из альбома Ti conosco mascherina (1990)
4. «Il leone e la gallina» (Могол, Лучо Баттисти) — 3:52
Из альбома Canarino mannaro (1994)
5. «Un nuovo amico / E poi…»	(Могол, Риккардо Коччанте / Андреа Ло Веккьо, Шел Шапиро) — 4:11
Из альбома Sorelle Lumière (1992)
6. «Zio Tom»	(Фабио Конкато) — 4:56
Из альбома Ti conosco mascherina (1990)
7. «Come mi vuoi» (Мариэлла Нава, Эдуардо Де Крешенцо) — 5:40
Из альбома Sorelle Lumière (1992)
8. «Canzoni stonate»	(Могол, Альдо Донати) — 3:53
Из альбома Ridi pagliaccio (1988)
9. «Sì, l’amore» (Помодорро, Массимилиано Пани) — 4:05
Из альбома Lochness (1993)
10. «Ma chi è quello lì (ma chi è quella là)»	(Микеле Шембри, Джзеппе Кирекья) — 4:24
Из альбома Rane supreme (1987)
11. «Una lunga storia d’amore» (Джино Паоли) — 3:29
Из альбома Uiallalla (1989)
12. «Cowboys» (Ивано Фоссати) — 1:51
Из альбома Mina 25 (1983)
13. «La casa del serpente» (Ивано Фоссати) — 6:10
Из альбома Caterpillar (1991)
14. «La canzone di Marinella»	(Эльвио Монти, Фабрицио Де Андре) — 3:15
Из альбома Dedicato a mio padre (1967)
15. «Il portiere di notte» (Энрико Руджери) — 5:37
Из альбома Ridi pagliaccio (1988)

## Чарты
| Чарт (1996)              | Высшая позиция |
| ------------------------ | -------------- |
| Европа (Music & Media)   | 46             |
| Италия (Musica e dischi) | 5              |